# یواس‌اس بودویتچ (ای‌جی-۳۰)
یواس‌اس بودویتچ (ای‌جی-۳۰) (به انگلیسی: USS Bowditch (AG-30)) یک کشتی بود که طول آن 386' بود. این کشتی در سال ۱۹۱۹ ساخته شد.